# مگس‌گیر خوش‌سیما
مگس‌گیر خوش‌سیما (نام علمی: Nephelomyias pulcher) یک گونه از پرندگان خانواده ژیان‌مرغان است که در بولیوی، کلمبیا، اکوادور و پرو یافت می‌شود. زیستگاه طبیعی آن جنگل‌های کوهستانی نمناک نیمه‌گرمسیری یا گرمسیری است.